# Râul Izvoru Muntelui
Râul Izvoru Muntelui este un curs de apă, afluent al râului Bistrița.  

## Hărți
- Harta Munții Ceahlău  Arhivat în 28 iunie 2008, la Wayback Machine.